# Doughboy

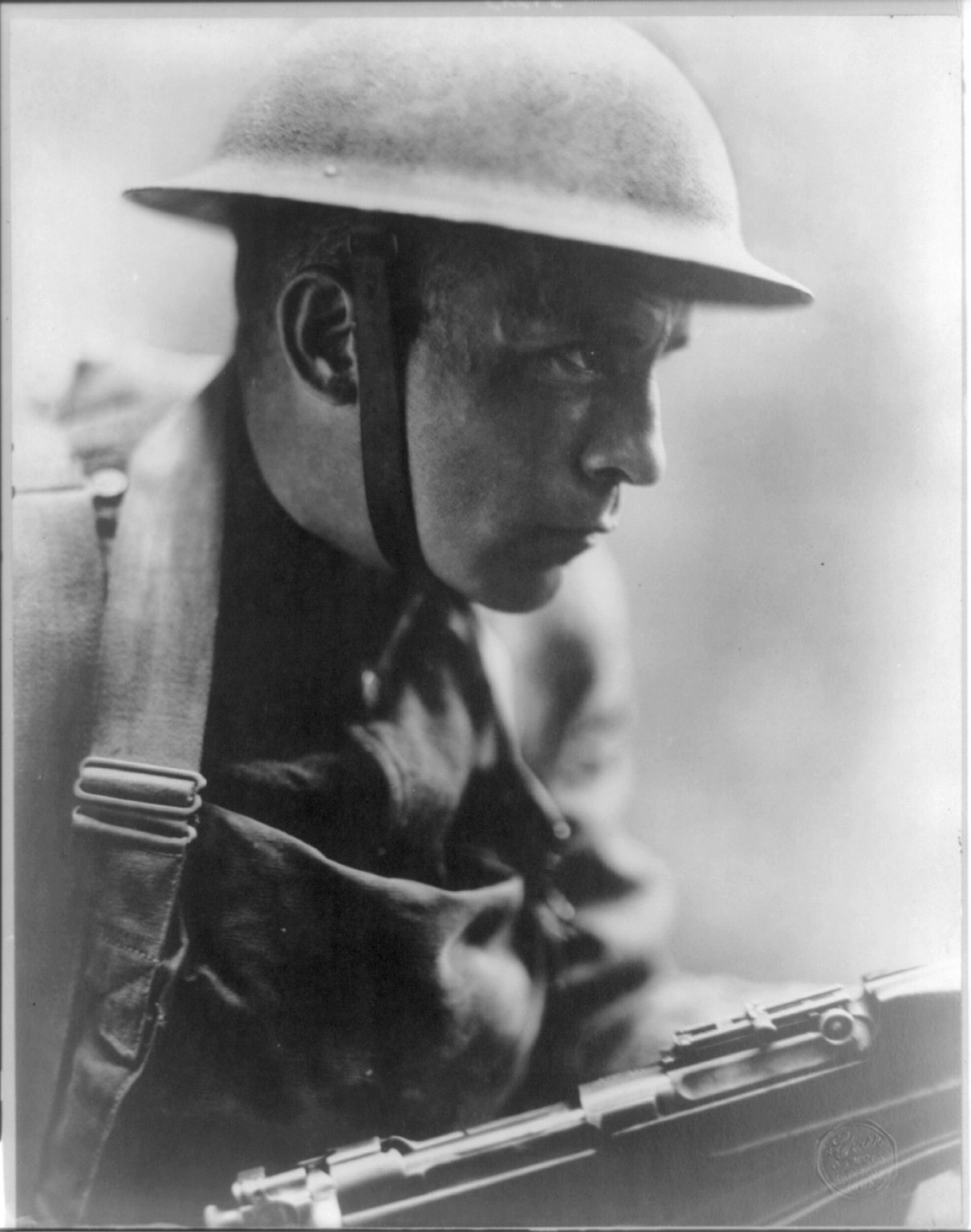
Doughboy w pełnym oporządzeniu bojowym, z karabinem Springfield M1903

Doughboy – popularne określenie amerykańskiego żołnierza piechoty podczas I wojny światowej, chociaż termin ten był nadal w użyciu do początku lat czterdziestych XX wieku. W czasie II wojny światowej był on stopniowo zastępowany przez „G.I.”.

## Etymologia
Pochodzenie tego terminu jest niejasne. Słowo to było w szerokim obiegu sto lat wcześniej zarówno w Wielkiej Brytanii, jak i Ameryce, aczkolwiek miało różne znaczenia. Na przykład marynarze Horatio Nelsona i żołnierze księcia Wellingtona w Hiszpanii znali smażone kluski z mąki zwane doughboys, prekursora współczesnego pączka. Niezależnie od tego w Stanach Zjednoczonych termin ten zaczęto stosować wobec młodych praktykantów piekarzy, tj. „chłopców od ciasta” (ang. dough-boys). W powieści Moby Dick z 1851 roku Herman Melville nadał bojaźliwemu stewardowi przydomek „Doughboy”.

## Historia
Określenie Doughboy w odniesieniu do żołnierza piechoty armii amerykańskiej pojawia się po raz pierwszy w relacjach z wojny meksykańsko-amerykańskiej toczącej się w latach 1846–1848   bez żadnego udokumentowanego precedensu. Wysunięto szereg teorii wyjaśniających to użycie:
1. kawalerzyści używali tego określenia, żeby wyśmiewać piechotę, ponieważ mosiężne guziki na ich mundurach przypominały knedle z mąki lub ciastka zwane „doughboys”[2][8], albo ze względu na mąkę lub glinę fajkową, której żołnierze używali do polerowania swoich białych pasów[8][9];
2. obserwatorzy walk zauważyli, że oddziały piechoty amerykańskiej były stale pokryte kredowym pyłem podczas marszu przez suche tereny północnego Meksyku, co nadawało żołnierzom wygląd podobny do niewypieczonego ciasta lub cegieł z mułu znanych jako adobe. Ze słowa „adobe” miało pochodzić określenie „dobies”, następnie przekształcone w „doughboy”[9];
3. metoda żołnierzy polegająca na gotowaniu racji polowych z lat czterdziestych i pięćdziesiątych XIX wieku na ciastowatą miksturę z mąki i ryżu pieczoną w popiele z ogniska. Ta teoria nie wyjaśnia jednak, dlaczego to miano otrzymali tylko żołnierze piechoty[9].

Jednym z wyjaśnień użycia tego terminu podczas I wojny światowej jest to, że ochotniczki Armii Zbawienia pojechały do Francji, aby ugotować miliony pączków i dostarczyć je żołnierzom na linii frontu, chociaż w tym wyjaśnieniu ignoruje się użycie tego określenia już we wcześniejszej wojnie. Jednym z żartobliwych odniesień do pochodzenia tego terminu było stwierdzenie, że podczas I wojny światowej ciasto „ugniatano” od 1914 roku, ale urosło dopiero w 1917 roku, co odnosi się do przebiegu walk na froncie zachodnim.

### Znaczenie wieku
Charakterystyczną cechą Doughboya jest młody wiek. Podczas I wojny światowej Doughboyami byli zazwyczaj bardzo młodzi, często nastoletni chłopcy. 57 procent Doughboys było w wieku poniżej 25 lat. Nawet siedemnastoletnich chłopców również przyjmowano do służby liniowej.

## W kulturze masowej
Masowo produkowana rzeźba z lat dwudziestych XX wieku, umieszczana jako pomnik w wielu amerykańskich miastach, przedstawiająca amerykańskiego żołnierza w mundurze z I wojny światowej, została zatytułowana Spirit of the American Doughboy.
W latach czterdziestych dużą popularnością cieszyła się piosenka pt. Johnny Doughboy Found a Rose in Ireland z 1942 roku, wykonywana między innymi przez Dennisa Daya, Kenny’ego Bakera i Kaya Kysera, film muzyczny Johnny Doughboy z 1942 roku oraz postać „Johnny'ego Doughboya” z Military Comics.